# Westerbegraafplaats (IJmuiden)
De Westerbegraafplaats is een gemeentelijke begraafplaats in IJmuiden gelegen aan de Havenkade; de ingang is aan de Fultonstraat. Het baarhuisje op de begraafplaats is een gemeentelijk monument. In 1964 werd de begraafplaats gesloten, maar is tegenwoordig weer vrij toegankelijk en wordt er weer begraven.
Het stuk grond werd in 1896 aangekocht door de Amsterdamsche Kanaal Maatschappij, het vennootschap dat verantwoordelijk was voor de aanleg van het Noordzeekanaal, als begraafplaats voor de nieuwe woonplaats die hier was ontstaan. De eerste doodgraver was de boer Albert Braam, grootvader van de schrijfster Conny Braam. Het eigendom en beheer van de begraafplaats is later overgegaan op de gemeente Velsen.
Op de begraafplaats liggen onder meer verzetsstrijders (waaronder Jan Bonekamp) en zes Duitse matrozen, omgekomen in de Eerste Wereldoorlog, begraven. Een deel van de begraafplaats is gereserveerd voor gebruik door de Oud-Katholieke Kerk. Het onderhoud daarvan wordt verzorgd door vrijwilligers van de Oud-Katholieke Begrafenisvereniging.

## Duits oorlogsmonument
Tijdens de Eerste Wereldoorlog raakte de Duitse torpedoboot V69 in januari 1917 zwaar beschadigd bij een treffen met de Engelse marine. Het gehavende schip zette koers richting de haven van IJmiden, alwaar de gewonden werden verpleegd. In 2002 werd het monument gerenoveerd en het beheer overgedragen aan de Duitse Marinebond. De tekst op het monument luidt: 'Dem Andenken der in Niederlandischer Erde ruhenden Deutschen Krieger'.

## Fotogalerij

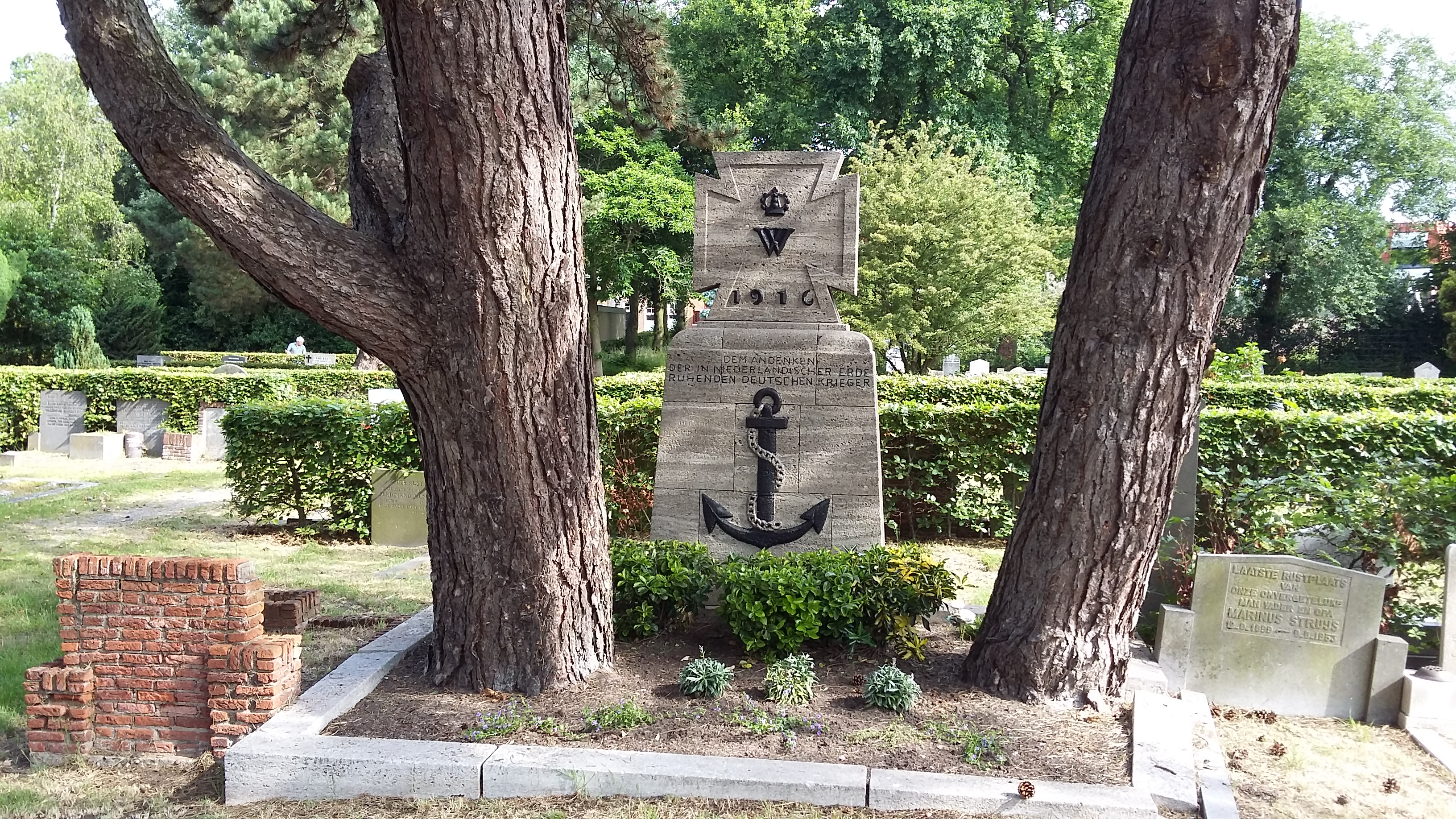
Duits oorlogsmonument
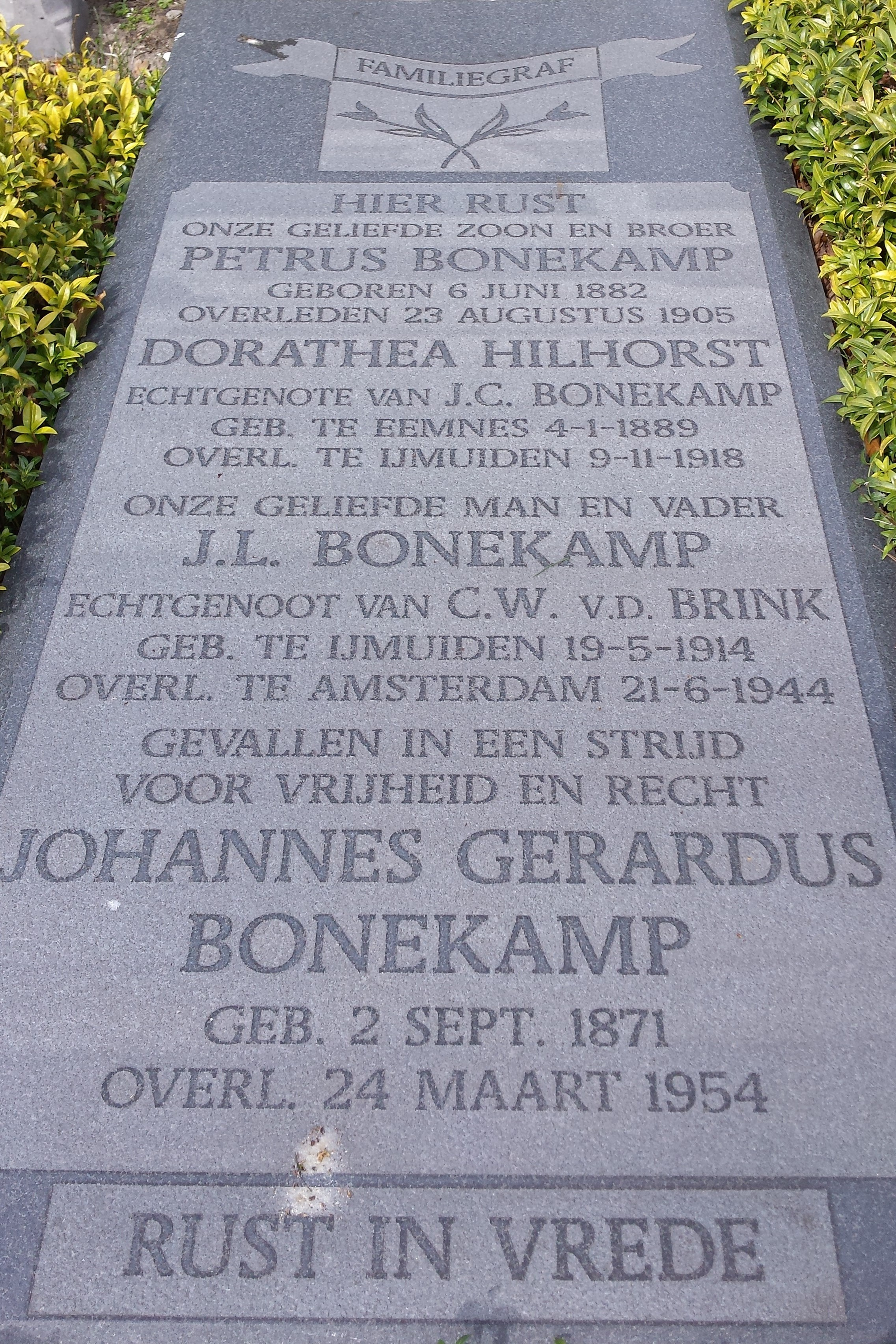
Jan Bonekamp